# 阿富汗—美國關係
阿富汗－美國關係始於1921年，阿曼諾拉汗成為阿富汗國王，沃伦·盖玛利尔·哈定是美國第29任總統。兩國的第一次接觸發生在19世紀30年代，當時第一個有記錄的美國人探索了阿富汗。美國開始在內陸的阿富汗投資，這在1978年四月革命之前就結束了。從1980年開始，美國開始接納數千名阿富汗難民重新安置，並通過巴基斯坦三軍情報局向聖戰者提供資金和武器。
九一一事件後，美國入侵阿富汗抓獲了本拉登，儘管他是在鄰國巴基斯坦被發現的。這次入侵導致了阿富汗的重建，並恢復了與世界其他地區的外交關係，而阿富汗戰爭是美國歷史上最長的戰爭。2012年，美國總統奧巴馬宣佈阿富汗伊斯兰共和国為主要非北約盟友，2021年8月30日美軍撤出阿富汗後戰爭結束，乔·拜登总统于2022年正式撤销了对阿富汗作为“盟友”的指定。
2021年11月12日，美国国务卿布林肯表示，卡塔尔将成为美国在阿富汗的委托保护国。卡塔尔驻阿富汗大使馆内将设立一个部门，负责提供美国领事服务并监控美在阿外交设施的安全；同時卡塔尔将继续为持有美国特殊移民签证的阿富汗人提供旅行协助。美国尚未正式承认塔利班的阿富汗伊斯兰酋长国，但与塔利班代表保持接触。